# Лионел Тере
Лионел Тере (фр. Lionel Terray; Гренобл, 25. јул 1921 — Веркор, 19. септембар 1965) је био француски алпиниста, један од водећих пењача у свету после Другог светског рата.
Постигао је рекорд у броју учествовања у великим алпинистичким експедицијама и у првенственим успонима. Међу најважнијим су успони на Анапурну 1950, Фиц Рој (Fitz Roy) 1952, Чомолонцо и Макалу II 1954, Анде 1956. и 1962. и Аљаска 1964.
Његова алпинистичка књига „Освајачи бескорисног“ (Les conquérants de l‘inutile), позната је због контроверзних оцена.
Погинуо је 1965. у пењачкој несрећи код Веркора.